# 索斯特拉高地

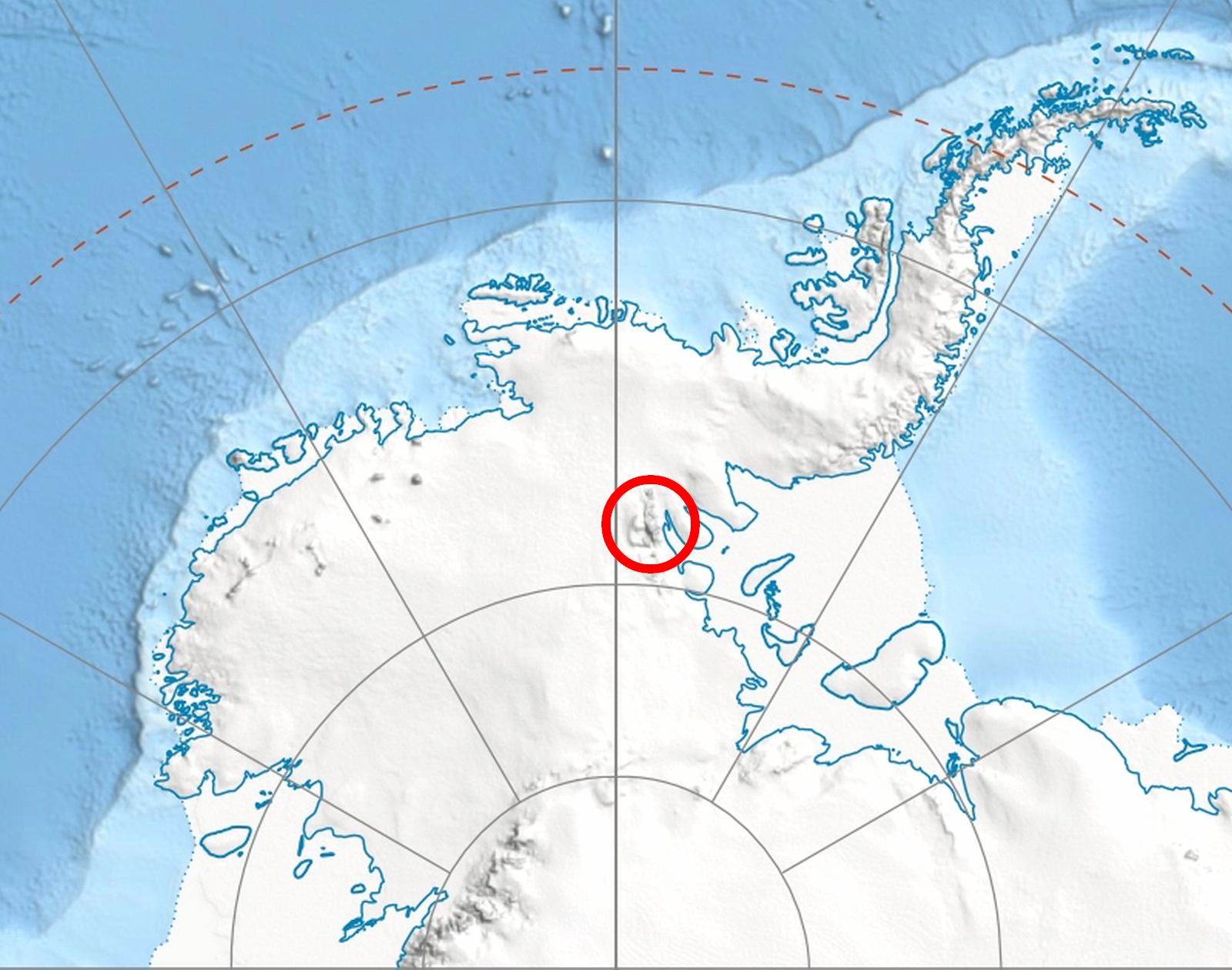

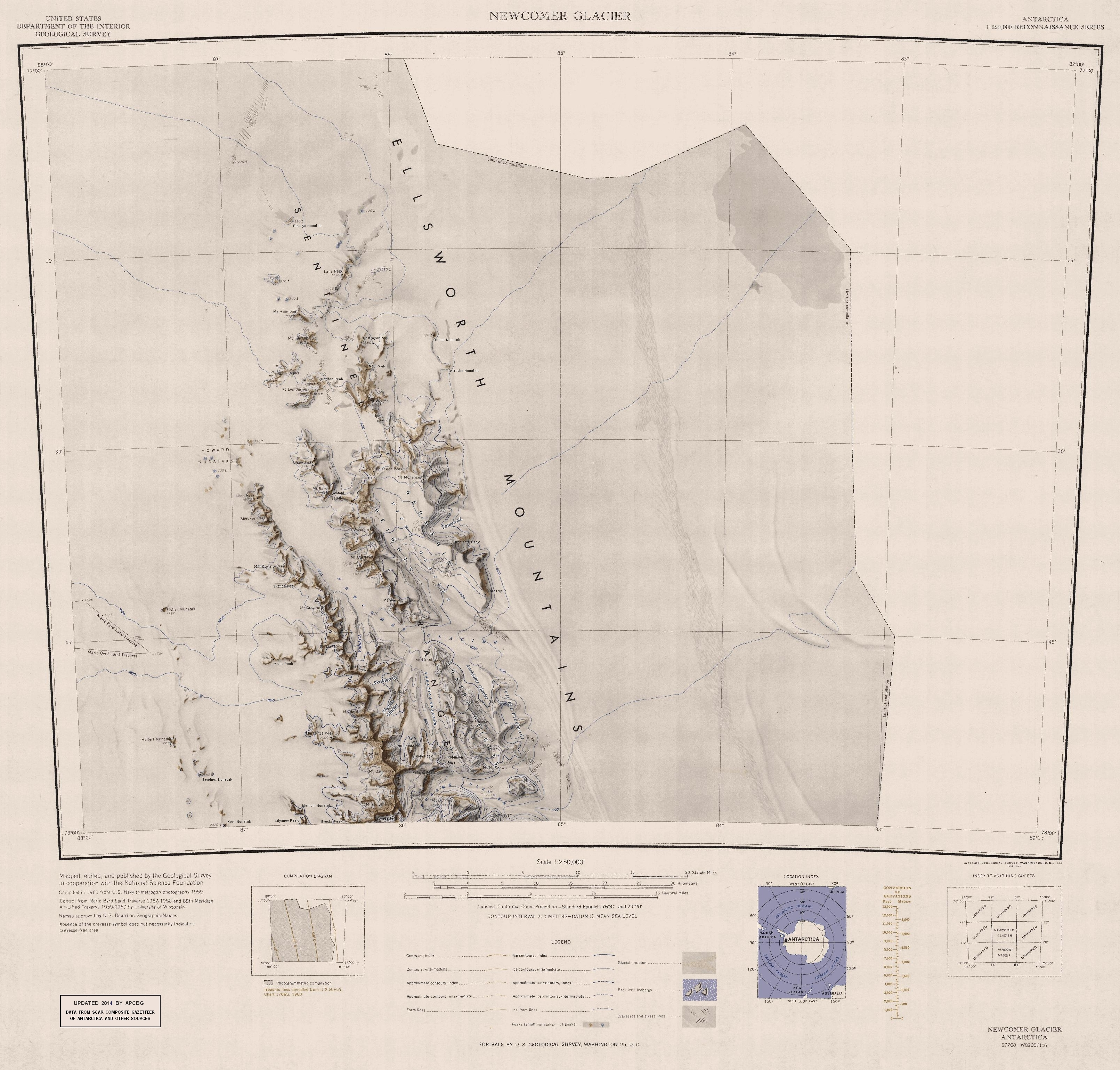

索斯特拉高地（英語：Sostra Heights）是南極洲的高地，位於埃爾斯沃思地，屬於埃爾斯沃思山脈中森蒂納爾嶺的一部分，長22公里、寬16.5公里，海拔高度2,460米，現時由南極條約體系管理。